# Blåbandad tukanett
Blåbandad tukanett (Aulacorhynchus coeruleicinctis) är en fågel i familjen tukaner inom ordningen hackspettartade fåglar.

## Utbredning och systematik
Fågeln förekommer i Anderna från östra Peru (Huánuco) till södra Bolivia (Santa Cruz, Chuquisaca). Den behandlas som monotypisk, det vill säga att den inte delas in i några underarter.

## Status
IUCN kategoriserar arten som livskraftig.